# オーガスティンの法則
オーガスティン（オーグスチン）の法則（Augustine's laws）は、1975年から1977年にかけて陸軍長官を勤め、航空宇宙実業家としても成功を収めたノーマン・R・オーガスティンが、皮肉を込めて書き上げた格言集である。1984年に出版された。日本語版は、1992年8月に石本聡の翻訳により、「オーグスチンの法則」として出版された。
この書籍とその法則の一部は、「Sound and Vibration」誌の2012年3月号に掲載された記事で取り上げられた。

## 法則
第1の法則：「雌豚の耳で絹の財布を作ることはできない」と諺では言うが、まず絹の雌豚を作れば可能になる。お金についてもまったく同じことが言える。
第2の法則：今日が明日の半分の輝きしかもたないのであれば、今日は昨日の2倍の輝きを持たなくてはならないはずだ。
第3の法則：頂点を極めた怠け者はいない。
第4の法則：広告宣伝ができるほど余裕があるならば、広告宣伝をする必要はない。
第5の法則：生産に携わる人々の1割が全体の3分の1以上を産出している。人数を増やすことは、単に平均産出量を減らすことにすぎない。
第6の法則：ハングリーな犬ほど獲物をよく捕まえるが、もっとハングリーな犬ならばもっとたくさん獲物をとる。
第7の法則：業績が下り坂の時オーバーヘッドは増える。業績が昇り坂の時も同じである。
第8の法則：費用見積責任者の大学での4年間を無駄なものにしているのは、小学5年生程度の算数能力である。
第9の法則：頭文字語（GATT、RADARなど）や略語（TVなど）は、平凡な考えを最大限深遠なものにするために用いられるべきである。
第10の法則：牛と牛の争いで、勝つのは牛ではなく人間である。人間同士の争いでも、勝つのは人間ではなく弁護士である。
第11の法則：もしも地球の自転速度が2倍になれば、管理者たちは今までの2倍のことができるようになる。もしも地球の自転速度が20倍になれば、すべての管理者はふっ飛んでいなくなるから、一般の社員たちは今までの2倍のことができるようになる。
第12の法則：粗悪な製品を作ることは、かえって費用が高くつく。
第13の法則：アメリカには成功したビジネスがたくさんある。また多額の報酬を得ている役員もたくさんいる。この2つを一緒にしないことが企業経営の政策である。
第14の法則：西暦2015年以降は航空機墜落事故はなくなる。また離陸することもなくなる。なぜならばエレクトロニクスが航空機の全重量の100%を占めるからである。
第15の法則：最後の10%の性能を引き出すために全費用の3分の1が費やされることになり、全体の問題点の3分の2がここに集中することになる。
第16の法則：西暦2054年には、国防予算の全額をはたいても、たった1機の飛行機しか買えない。この飛行機は閏年以外は毎週3日半ずつ空軍と海軍で交互に使い、閏年の平年より多い1日だけ海兵隊が利用できることになろう。
第17の法則：ソフトウェアはエントロピーのようなものである。つかむこともできないし重さもないが常に増え続ける、という熱力学の第2法則に従う。
第18の法則：低信頼性を達成するには大変な費用がかかる。信頼性を10分の1に下げるために、ある製品の費用を10倍にすることは珍しいことではない。
第19の法則：ほとんどの製品はすぐに高くなって買えなくなってしまうが、その製品の使用法や修理法の本は大盛況の売れ行きとなる。
第20の法則：どの年度をとってみても、議会は前年度に認めた予算額に行政府が要求する増（減）額分の4分の3を加え、4%の税金を差し引いた額を承認する。
第21の法則：融資を必要としない者は、いとも簡単に融資を受けることができる。
第22の法則：株式市場の専門家が本当に専門家ならば、アドバイスを売るようなことはしないで自分で株を買っているだろう。
第23の法則：どんな仕事も、今予想されている完成までの期間よりもほんの3分の1だけ長い期間で完成することができる。
第24の法則：確定したプロジェクトのスケジュールを遅延すること以上に費用がかかることがただひとつだけある。それはそのスケジュールを短縮することであり、人間の知る限りにおいて最も費用のかかる行為である。
第25の法則：ビジネスにとっての改定されたスケジュールは、スポーツ選手にとっての新しいシーズンであり、画家にとっての新しいキャンバスである。
第26の法則：もし十分な数の管理層が縦に重なっているならば、失敗が生じる機会が残されていないこと請け合いである。
第27の法則：地位や階級はハードウェアに威嚇を与えるものではない。地位の不足の場合も同じである。
第28の法則：組織機構改革では、客体であるより主体であるほうが望ましい。
第29の法則：芳しい業績をあげていないトップはその地位に約5年しか留まれない。際立った業績をあげているトップがその地位にしがみついていられるのもおよそ5年である。
第30の法則：質問する側の人間が答えを待っている間に、もう一方の当事者は質問の存在さえも忘れてしまう。
第31の法則：究極の委員会とは、メンバーが一人もいない委員会である。
第32の法則：コンサルタントへの調査の依頼は、問題点を金に換える最良の手段といえる。つまり、あなたの抱える問題点を彼らの金に換えるのである。
第33の法則：既契約者がしりごみするような入札へも愚者は突入するもの。（君子が恐れて踏み込まないところへも愚者は突入する、といいう英国詩人アレキサンダー・ポープの言葉をもじったもの。）
第34の法則：競争させて契約企業を選定するプロセスは、成功と不履行がまったく無作為に分布している方式を基礎にしている。
第35の法則：結論を裏付けるデータが弱ければ弱いほど、そのデータに信頼性をもたせるために、より細かい数字で表示することになる。
第36の法則：数百万ドル、数千ドルもの契約を得るために要求される提案書の厚さは、100万ドル当たり約1ミリである。この基準に合致するすべての提案書をグランド・キャニオンの谷底から積み上げてみるのもいい考えだろう。
第37の法則：対象となる期間の9割は事態が予想以上に悪くなり、残りの1割は予想さえつかなかった事態に陥る。
第38の法則：早起きの鳥は虫にありつける。早起きの虫は･･････食べられてしまう。
第39の法則：どんなプロジェクトであれ、その年の後半の6か月に完成する約束はすべきではない。
第40の法則：ほとんどのプロジェクトはゆっくりと開始され、その後は先細りになる。
第41の法則：生産するものが多ければ多いほど、得るものは少ない。
第42の法則：単純なシステムは、数限りないテストを必要とするから実用的ではない。
第43の法則：ハードウェアは、最も重要でない時に最も調子よく作動する。
第44の法則：21世紀の飛行は常に西回りとなり（望むらくは超音速で）、得られる時差で、日々故障したエレクトロニクスを修理するのに必要な、24時間を超える時間を賄うことになる。
第45の法則：予想したことは防げることもあると期待できるが、予想しなかったことは起きると予想すべきである。
第46の法則：10億ドルを節約したということは10億ドル稼いだのと同じである。
第47の法則：地球の表面の3分の2は水で覆われている。残りの3分の1は本社からの監察人で埋め尽くされている。
第48の法則：今現在自分がしている仕事について語る時間が多ければ多いほど、その仕事に費やす時間は減ってしまう。結局、しゃべっているうちにどんどんその仕事は姿を消していき、ついに、まったく仕事ができなくなってしまう。 
第49の法則：規則は雑草と同じペースで成長する。
第50の法則：一般的な規則の寿命はチンパンジーの5分の1であり、人間の10分の1である。しかし、それを制定した高官の在任期間の4倍である。
第51の法則：アメリカ合衆国建国300周年を迎えるまでに、全就労者数を超える人数が政府で働いていることになる。
第52の法則：民間部門で働く人はお金を貯える努力をすべきである。いつの日にか再び価値を取り戻せる可能性が残っている。
—ノーマン・R・オーガスティン著、石本聡訳、「オーグスチンの法則」

## 第16の法則

航空機製造費の指数関数的増加

最も有名な法則は、16番目のものである。それは、国防費は直線的に増加するが、軍用機の製造単価は指数関数的に増加することから、次のことが言えるというものである。

西暦2054年には、国防予算の全額をはたいても、たった1機の飛行機しか買えない。この飛行機は閏年以外は毎週3日半ずつ空軍と海軍で交互に使い、閏年の平年より多い1日だけ海兵隊が利用できることになろう。
—ノーマン・R・オーガスティン著、石本聡訳、「オーグスチンの法則」